# Pervin Par
Pervin Par (bürgerlich Pervin Doyum; * 23. März 1939 in Bursa; † 30. Juli 2015 in Izmir) war eine türkische Schauspielerin.

## Leben und Karriere
Par wurde am 23. März 1938 in Bursa geboren. Sie verließ die Schule vorzeitig, um ihre Schauspielkarriere zu beginnen. Ihr Debüt gab sie 1957 in dem Film Gelinin Muradı. Während ihrer Karriere spielte sie in über 30 Filmen mit, darunter bekannte Werke wie Hudutların Kanunu und Kilink Uçan Adama Karşı.
Ab den 1970er-Jahren zog sie sich aus der Filmbranche zurück. Par war mit dem Schauspieler Mahir Özerdem verheiratet. Sie starb 2015 im Alter von 76 Jahren.

## Filmografie (Auswahl)
- 1957: Allı Gelin
- 1957: Bir Avuç Toprak
- 1959: Balıkçının Kızı Gülnaz
- 1963: Azrailin Habercisi
- 1964: Anlatamam Utanırım
- 1966: Ben Bir Kanun Kaçağıyım
- 1966: Hızır Efe
- 1968: Kahveci Güzeli
- 1968: Kara Yazım
- 1968: Menderes Köprüsü
- 1968: Şafak Sökmesin
- 1968: Yara
- 1969: Fakir Kızın Romanı
- 1969: Menekşe Gözler
- 1969: Uykusuz Geceler
- 1976: Kader Torbası
- 1977: Baskın
- 1977: Çırılçıplak